# Unicodeblock Ägäische Zahlzeichen
Der Unicodeblock Ägäische Zahlzeichen (Aegean Numbers, U+10100 bis U+1013F) enthält die Zahlzeichen der ägäischen Schriften Linear A und Linear B.
Die gegenwärtige Version enthält drei sonstige Zeichen, vier nicht definierte Codepoints, 45 Zahlzeichen, drei nicht definierte Codepoints und neun Maßeinheitszeichen.

## Liste
| Unicodenummer   | Zeichen (400 %) | Kategorie            | Bidirektionale Klasse     | Offizielle Bezeichnung              | Beschreibung                                                   |
| --------------- | --------------- | -------------------- | ------------------------- | ----------------------------------- | -------------------------------------------------------------- |
| U+10100 (65792) | 𐄀               | andere Interpunktion | links nach rechts         | AEGEAN WORD SEPARATOR LINE          | Ägäischer Worttrennstrich                                      |
| U+10101 (65793) | 𐄁               | andere Interpunktion | anderes neutrales Zeichen | AEGEAN WORD SEPARATOR DOT           | Ägäischer Worttrennpunkt                                       |
| U+10102 (65794) | 𐄂               | andere Interpunktion | links nach rechts         | AEGEAN CHECK MARK                   | Ägäisches X-Zeichen                                            |
| U+10107 (65799) | 𐄇               | anderes Zahlzeichen  | links nach rechts         | AEGEAN NUMBER ONE                   | Ägäisches Zahlzeichen Eins                                     |
| U+10108 (65800) | 𐄈               | anderes Zahlzeichen  | links nach rechts         | AEGEAN NUMBER TWO                   | Ägäisches Zahlzeichen Zwei                                     |
| U+10109 (65801) | 𐄉               | anderes Zahlzeichen  | links nach rechts         | AEGEAN NUMBER THREE                 | Ägäisches Zahlzeichen Drei                                     |
| U+1010A (65802) | 𐄊               | anderes Zahlzeichen  | links nach rechts         | AEGEAN NUMBER FOUR                  | Ägäisches Zahlzeichen Vier                                     |
| U+1010B (65803) | 𐄋               | anderes Zahlzeichen  | links nach rechts         | AEGEAN NUMBER FIVE                  | Ägäisches Zahlzeichen Fünf                                     |
| U+1010C (65804) | 𐄌               | anderes Zahlzeichen  | links nach rechts         | AEGEAN NUMBER SIX                   | Ägäisches Zahlzeichen Sechs                                    |
| U+1010D (65805) | 𐄍               | anderes Zahlzeichen  | links nach rechts         | AEGEAN NUMBER SEVEN                 | Ägäisches Zahlzeichen Sieben                                   |
| U+1010E (65806) | 𐄎               | anderes Zahlzeichen  | links nach rechts         | AEGEAN NUMBER EIGHT                 | Ägäisches Zahlzeichen Acht                                     |
| U+1010F (65807) | 𐄏               | anderes Zahlzeichen  | links nach rechts         | AEGEAN NUMBER NINE                  | Ägäisches Zahlzeichen Neun                                     |
| U+10110 (65808) | 𐄐               | anderes Zahlzeichen  | links nach rechts         | AEGEAN NUMBER TEN                   | Ägäisches Zahlzeichen Zehn                                     |
| U+10111 (65809) | 𐄑               | anderes Zahlzeichen  | links nach rechts         | AEGEAN NUMBER TWENTY                | Ägäisches Zahlzeichen Zwanzig                                  |
| U+10112 (65810) | 𐄒               | anderes Zahlzeichen  | links nach rechts         | AEGEAN NUMBER THIRTY                | Ägäisches Zahlzeichen Dreißig                                  |
| U+10113 (65811) | 𐄓               | anderes Zahlzeichen  | links nach rechts         | AEGEAN NUMBER FORTY                 | Ägäisches Zahlzeichen Vierzig                                  |
| U+10114 (65812) | 𐄔               | anderes Zahlzeichen  | links nach rechts         | AEGEAN NUMBER FIFTY                 | Ägäisches Zahlzeichen Fünfzig                                  |
| U+10115 (65813) | 𐄕               | anderes Zahlzeichen  | links nach rechts         | AEGEAN NUMBER SIXTY                 | Ägäisches Zahlzeichen Sechzig                                  |
| U+10116 (65814) | 𐄖               | anderes Zahlzeichen  | links nach rechts         | AEGEAN NUMBER SEVENTY               | Ägäisches Zahlzeichen Siebzig                                  |
| U+10117 (65815) | 𐄗               | anderes Zahlzeichen  | links nach rechts         | AEGEAN NUMBER EIGHTY                | Ägäisches Zahlzeichen Achtzig                                  |
| U+10118 (65816) | 𐄘               | anderes Zahlzeichen  | links nach rechts         | AEGEAN NUMBER NINETY                | Ägäisches Zahlzeichen Neunzig                                  |
| U+10119 (65817) | 𐄙               | anderes Zahlzeichen  | links nach rechts         | AEGEAN NUMBER ONE HUNDRED           | Ägäisches Zahlzeichen Hundert                                  |
| U+1011A (65818) | 𐄚               | anderes Zahlzeichen  | links nach rechts         | AEGEAN NUMBER TWO HUNDRED           | Ägäisches Zahlzeichen Zweihundert                              |
| U+1011B (65819) | 𐄛               | anderes Zahlzeichen  | links nach rechts         | AEGEAN NUMBER THREE HUNDRED         | Ägäisches Zahlzeichen Dreihundert                              |
| U+1011C (65820) | 𐄜               | anderes Zahlzeichen  | links nach rechts         | AEGEAN NUMBER FOUR HUNDRED          | Ägäisches Zahlzeichen Vierhundert                              |
| U+1011D (65821) | 𐄝               | anderes Zahlzeichen  | links nach rechts         | AEGEAN NUMBER FIVE HUNDRED          | Ägäisches Zahlzeichen Fünfhundert                              |
| U+1011E (65822) | 𐄞               | anderes Zahlzeichen  | links nach rechts         | AEGEAN NUMBER SIX HUNDRED           | Ägäisches Zahlzeichen Sechshundert                             |
| U+1011F (65823) | 𐄟               | anderes Zahlzeichen  | links nach rechts         | AEGEAN NUMBER SEVEN HUNDRED         | Ägäisches Zahlzeichen Siebenhundert                            |
| U+10120 (65824) | 𐄠               | anderes Zahlzeichen  | links nach rechts         | AEGEAN NUMBER EIGHT HUNDRED         | Ägäisches Zahlzeichen Achthundert                              |
| U+10121 (65825) | 𐄡               | anderes Zahlzeichen  | links nach rechts         | AEGEAN NUMBER NINE HUNDRED          | Ägäisches Zahlzeichen Neunhundert                              |
| U+10122 (65826) | 𐄢               | anderes Zahlzeichen  | links nach rechts         | AEGEAN NUMBER ONE THOUSAND          | Ägäisches Zahlzeichen Tausend                                  |
| U+10123 (65827) | 𐄣               | anderes Zahlzeichen  | links nach rechts         | AEGEAN NUMBER TWO THOUSAND          | Ägäisches Zahlzeichen Zweitausend                              |
| U+10124 (65828) | 𐄤               | anderes Zahlzeichen  | links nach rechts         | AEGEAN NUMBER THREE THOUSAND        | Ägäisches Zahlzeichen Dreitausend                              |
| U+10125 (65829) | 𐄥               | anderes Zahlzeichen  | links nach rechts         | AEGEAN NUMBER FOUR THOUSAND         | Ägäisches Zahlzeichen Viertausend                              |
| U+10126 (65830) | 𐄦               | anderes Zahlzeichen  | links nach rechts         | AEGEAN NUMBER FIVE THOUSAND         | Ägäisches Zahlzeichen Fünftausend                              |
| U+10127 (65831) | 𐄧               | anderes Zahlzeichen  | links nach rechts         | AEGEAN NUMBER SIX THOUSAND          | Ägäisches Zahlzeichen Sechstausend                             |
| U+10128 (65832) | 𐄨               | anderes Zahlzeichen  | links nach rechts         | AEGEAN NUMBER SEVEN THOUSAND        | Ägäisches Zahlzeichen Siebentausend                            |
| U+10129 (65833) | 𐄩               | anderes Zahlzeichen  | links nach rechts         | AEGEAN NUMBER EIGHT THOUSAND        | Ägäisches Zahlzeichen Achttausend                              |
| U+1012A (65834) | 𐄪               | anderes Zahlzeichen  | links nach rechts         | AEGEAN NUMBER NINE THOUSAND         | Ägäisches Zahlzeichen Neuntausend                              |
| U+1012B (65835) | 𐄫               | anderes Zahlzeichen  | links nach rechts         | AEGEAN NUMBER TEN THOUSAND          | Ägäisches Zahlzeichen Zehntausend                              |
| U+1012C (65836) | 𐄬               | anderes Zahlzeichen  | links nach rechts         | AEGEAN NUMBER TWENTY THOUSAND       | Ägäisches Zahlzeichen Zwanzigtausend                           |
| U+1012D (65837) | 𐄭               | anderes Zahlzeichen  | links nach rechts         | AEGEAN NUMBER THIRTY THOUSAND       | Ägäisches Zahlzeichen Dreißigtausend                           |
| U+1012E (65838) | 𐄮               | anderes Zahlzeichen  | links nach rechts         | AEGEAN NUMBER FORTY THOUSAND        | Ägäisches Zahlzeichen Vierzigtausend                           |
| U+1012F (65839) | 𐄯               | anderes Zahlzeichen  | links nach rechts         | AEGEAN NUMBER FIFTY THOUSAND        | Ägäisches Zahlzeichen Fünfzigtausend                           |
| U+10130 (65840) | 𐄰               | anderes Zahlzeichen  | links nach rechts         | AEGEAN NUMBER SIXTY THOUSAND        | Ägäisches Zahlzeichen Sechzigtausend                           |
| U+10131 (65841) | 𐄱               | anderes Zahlzeichen  | links nach rechts         | AEGEAN NUMBER SEVENTY THOUSAND      | Ägäisches Zahlzeichen Siebzigtausend                           |
| U+10132 (65842) | 𐄲               | anderes Zahlzeichen  | links nach rechts         | AEGEAN NUMBER EIGHTY THOUSAND       | Ägäisches Zahlzeichen Achtzigtausend                           |
| U+10133 (65843) | 𐄳               | anderes Zahlzeichen  | links nach rechts         | AEGEAN NUMBER NINETY THOUSAND       | Ägäisches Zahlzeichen Neunzigtausend                           |
| U+10137 (65847) | 𐄷               | anderes Symbol       | links nach rechts         | AEGEAN WEIGHT BASE UNIT             | Ägäisches Zeichen für Gewichtsbasiseinheit                     |
| U+10138 (65848) | 𐄸               | anderes Symbol       | links nach rechts         | AEGEAN WEIGHT FIRST SUBUNIT         | Ägäisches Zeichen für erste Gewichtsuntereinheit               |
| U+10139 (65849) | 𐄹               | anderes Symbol       | links nach rechts         | AEGEAN WEIGHT SECOND SUBUNIT        | Ägäisches Zeichen für zweite Gewichtsuntereinheit              |
| U+1013A (65850) | 𐄺               | anderes Symbol       | links nach rechts         | AEGEAN WEIGHT THIRD SUBUNIT         | Ägäisches Zeichen für dritte Gewichtsuntereinheit              |
| U+1013B (65851) | 𐄻               | anderes Symbol       | links nach rechts         | AEGEAN WEIGHT FOURTH SUBUNIT        | Ägäisches Zeichen für vierte Gewichtsuntereinheit              |
| U+1013C (65852) | 𐄼               | anderes Symbol       | links nach rechts         | AEGEAN DRY MEASURE FIRST SUBUNIT    | Ägäisches Zeichen für erste Untereinheit Trocken-Hohlmaß       |
| U+1013D (65853) | 𐄽               | anderes Symbol       | links nach rechts         | AEGEAN LIQUID MEASURE FIRST SUBUNIT | Ägäisches Zeichen für erste Untereinheit Flüssigkeiten-Hohlmaß |
| U+1013E (65854) | 𐄾               | anderes Symbol       | links nach rechts         | AEGEAN MEASURE SECOND SUBUNIT       | Ägäisches Zeichen für zweite Maßuntereinheit                   |
| U+1013F (65855) | 𐄿               | anderes Symbol       | links nach rechts         | AEGEAN MEASURE THIRD SUBUNIT        | Ägäisches Zeichen für dritte Maßuntereinheit                   |